# George Thorne
George Louis Elliot Thorne (født 4. januar 1993 i Chatham, Kent, England) er en engelsk fodboldspiller, der spiller som midtbanespiller for Derby County.

## Karriere

### West Bromwich Albion F.C.
I 2005 skiftede Thorne til West Bromwichs akademi, som han spillede for i fire år, indtil han i 2010 permanent blev en del af senior førsteholdstruppen.
Han fik sin debut for klubben i 2009-10 sæsonen i 4-0 sejren over Sheffield Wednesday. Med hans 16 år og 328 dage blev Thorne den yngste spiller nogensinde til at debutere for klubben. Den tidligere rekordholder var Bobby Hope der havde rekorden siden 1960.
I januar 2010 skrev Thorne under på sin første professionelle karriere.

### Udlån til Portsmouth F.C.
Den 24. november 2011 blev Thorne udlejet til Portsmouth indtil den 2. januar 2012. Han fik sin debut for klubben 2 dage efter, 26. november 2011, i et opgør der endte 1-1 imod Leicester City. Men den 20. december 2011 blev Thorne og 2 andre spillere der var udlejet til andre klubber, kaldt tilbage fra deres udlån grundet nogle skader i truppen.
I midten af februar 2012 blev han igen lånt ud til Portsmouth. De så skidt ud for den unge midtbanespiller, da han den 30. marts 2012 pådrog sig en knæskade, som holdt ham ude resten af sæsonen.

### Udlån til Peterborough United F.C.
Den 21. november 2012 blev Thorne endnu en gang udlejet, denne gang til Peterborough United. Lejekontrakten udløb i januar. Han fik sin debut tre dage efter, den 24. november 2012, i 1-1 opgøret imod Ipswich Town. Thorne scorede sit første mål for klubben den 22. december 2012 i 5-4 sejren over Bolton Wanderers, og målet var hermed også Thorne's første professionelle mål i en ligakamp.

### Udlån til Watford F.C.
Den 6. januar 2013 skiftede Thorne til Watford på en lejekontrakt, der udløb den 2. januar 2014.

### Derby County F.C. (lån)
I januar 2014 blev Thorne udlejet til Derby County.

## Landshold
Thorne har indtil videre kun repræsenteret England på U16, U17, U18 og U19 landsholdende.
I maj 2010 hjalp Thorne U17 landsholdet med at vinde deres første U17 europamesterskab nogensinde. Han blev skiftet ind og kampten endte 2-1 til Thorne og co. imod Spanien.